# Evangelische Kirche (Sensweiler)

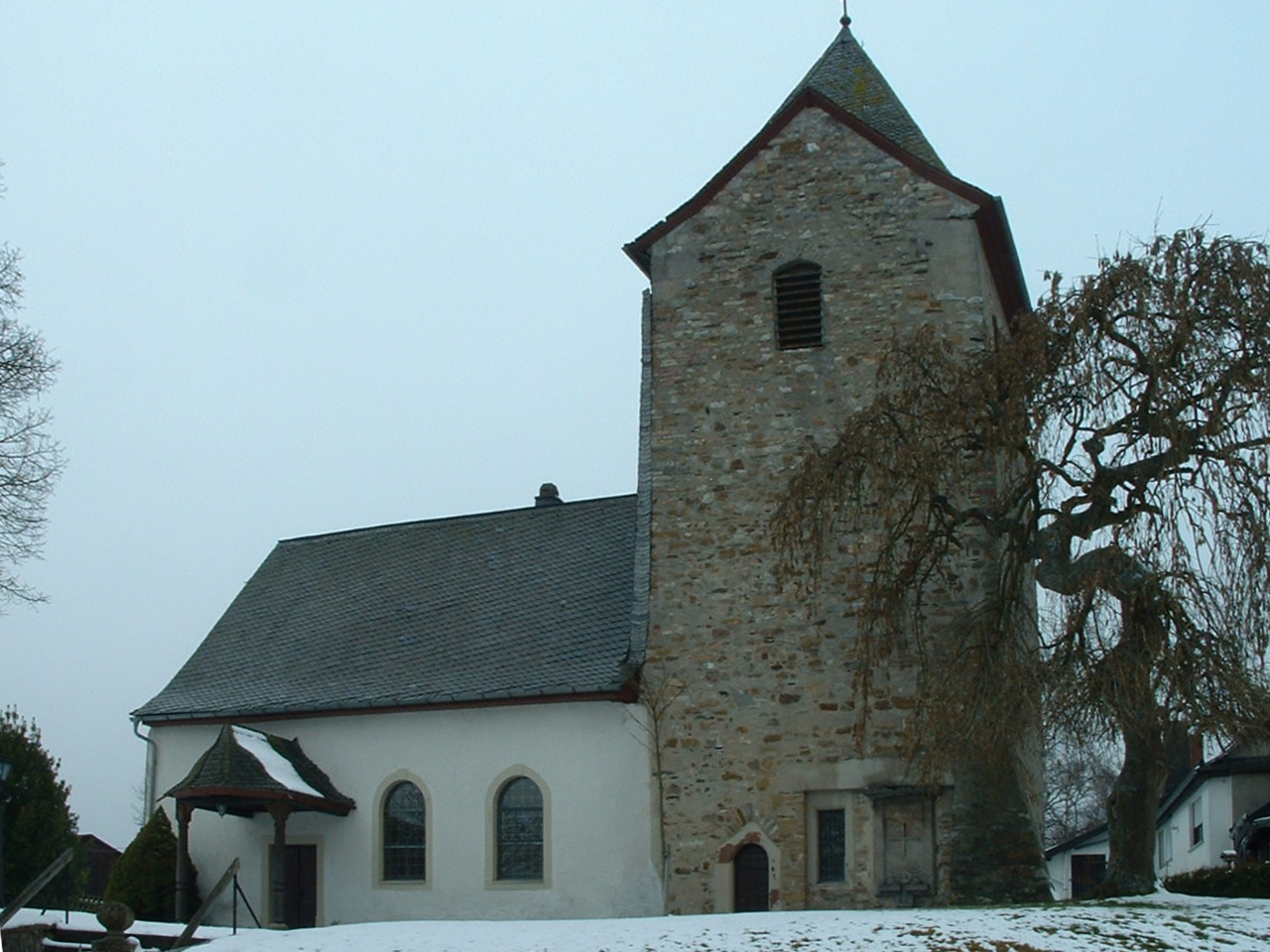
Kirche von außen

Die Evangelische Kirche Sensweiler ist die evangelische Kirche in Sensweiler im Hunsrück, einer Gemeinde im Landkreis Birkenfeld in Rheinland-Pfalz. Sie gehört zur Evangelischen Kirchengemeinde Wirschweiler-Allenbach-Sensweiler im Kirchenkreis Trier der Evangelischen Kirche im Rheinland.  Die heutige Kirche ist ein Saalbau aus dem 18. Jahrhundert mit Emporen und Kanzel aus der Erbauungszeit. Der Chorturm stammt aus dem 12. bis 13. Jahrhundert.

## Geschichte

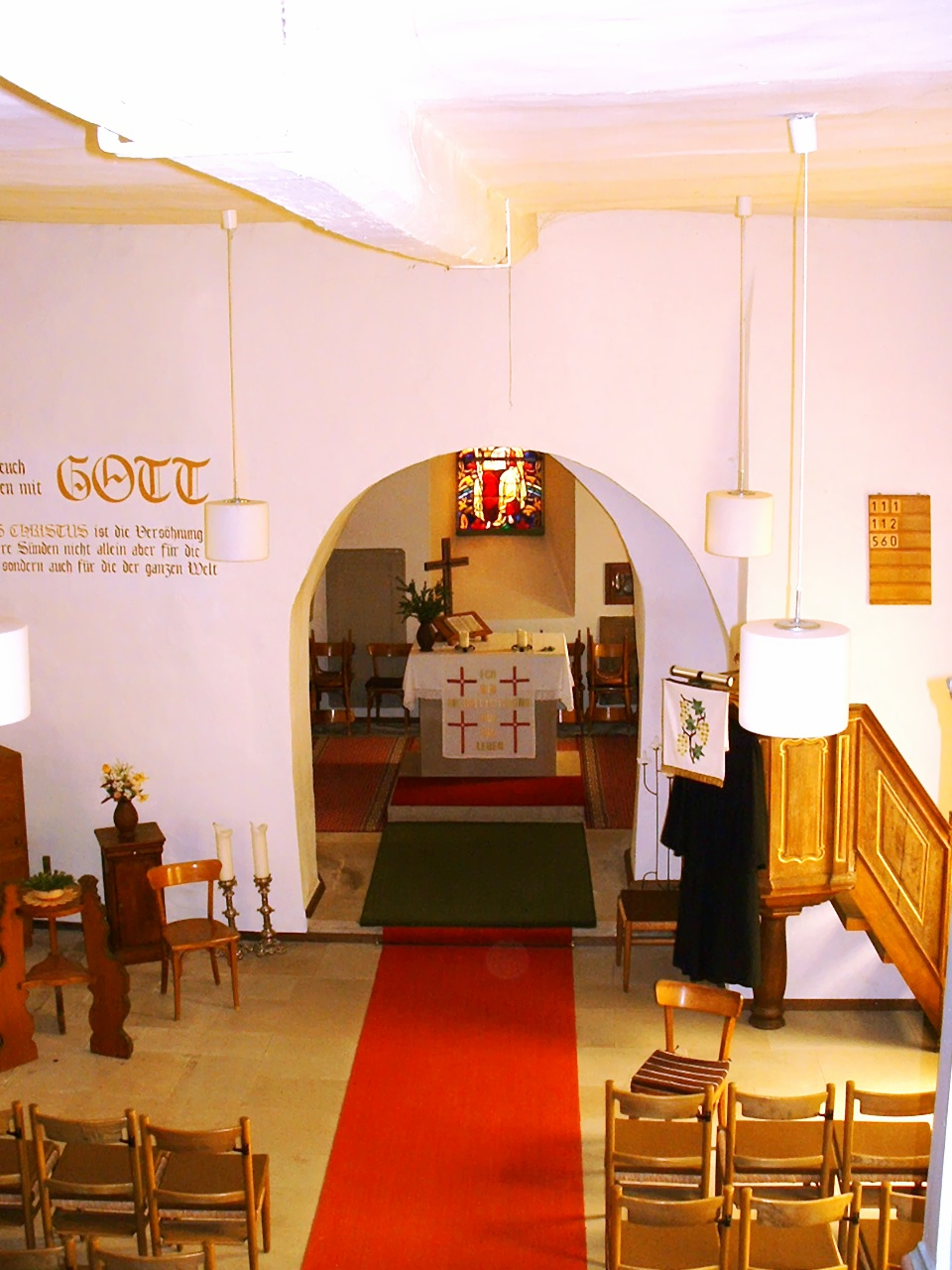
Kirchenschiff von innen

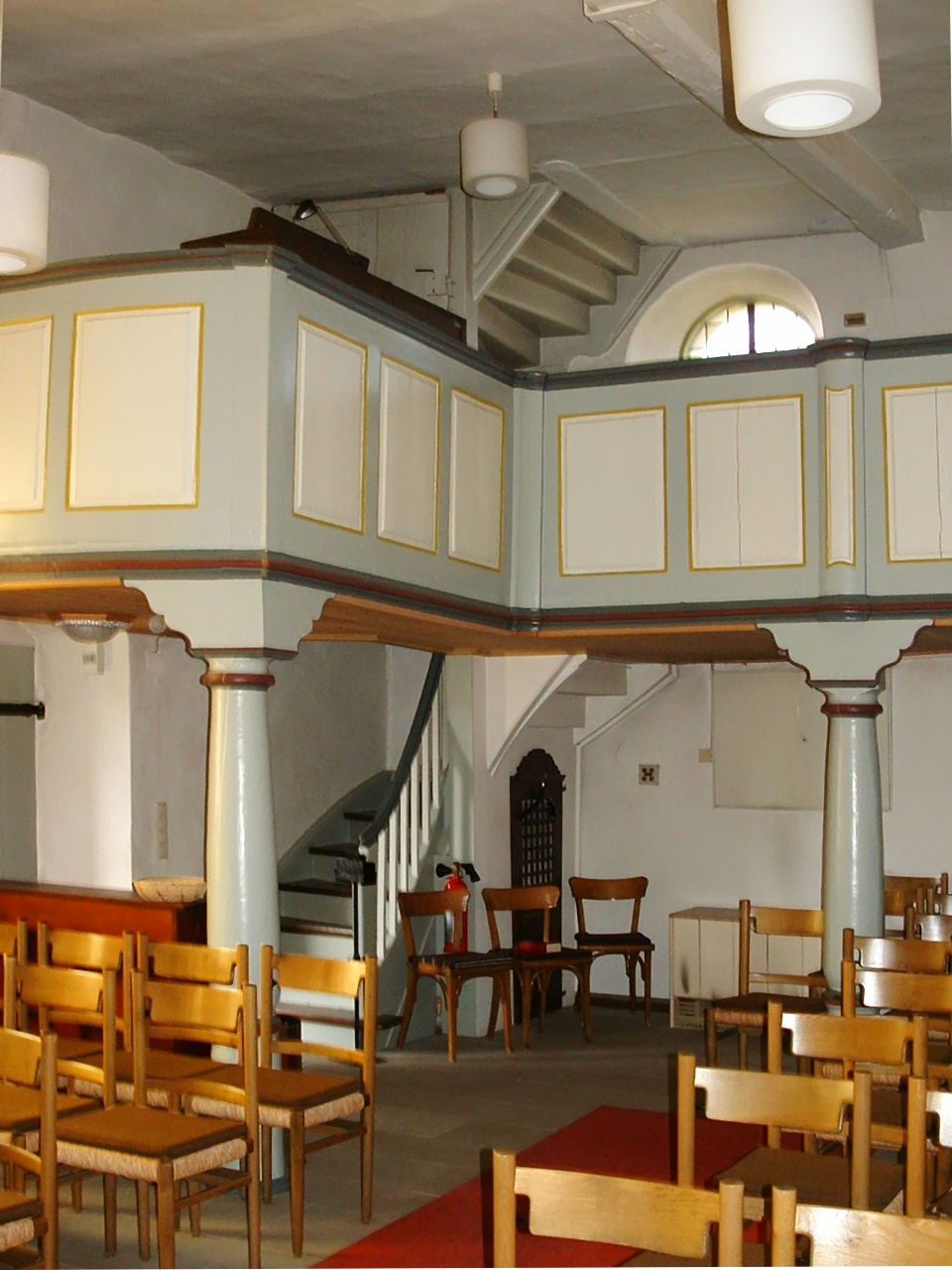
Empore

Der Ort Sensweiler wird in einer angezweifelten Urkunde erstmals 975 genannt. Die Kirche wird erstmals 1273 erwähnt und war vor der Reformation wahrscheinlich dem heiligen Nikolaus geweiht. Das Patronat wurde vor 1343 von Wilhelm von Manderscheid an den Wildgrafen verkauft und gehörte von da an zum wildgräflichen Amt Wildenburg mit dem Amtssitz auf der gleichnamigen Burg. Als die Reformation um 1550 eingeführt wurde, umfasste die Pfarrei noch Schauren, Kempfeld und den wildenburgischen Anteil von Bruchweiler. Anfang des 19. Jahrhunderts wuchs die Gemeinde so, dass man zwei Pfarrer nebeneinander einstellte. Die Teilung in Sensweiler – Bruchweiler und Schauren – Kempfeld erfolgte 1840. Die Gemeinde war selbständig, bis der 1951 eingeführte Pfarrer Gundel in Pension ging.

## Architektur und Ausstattung

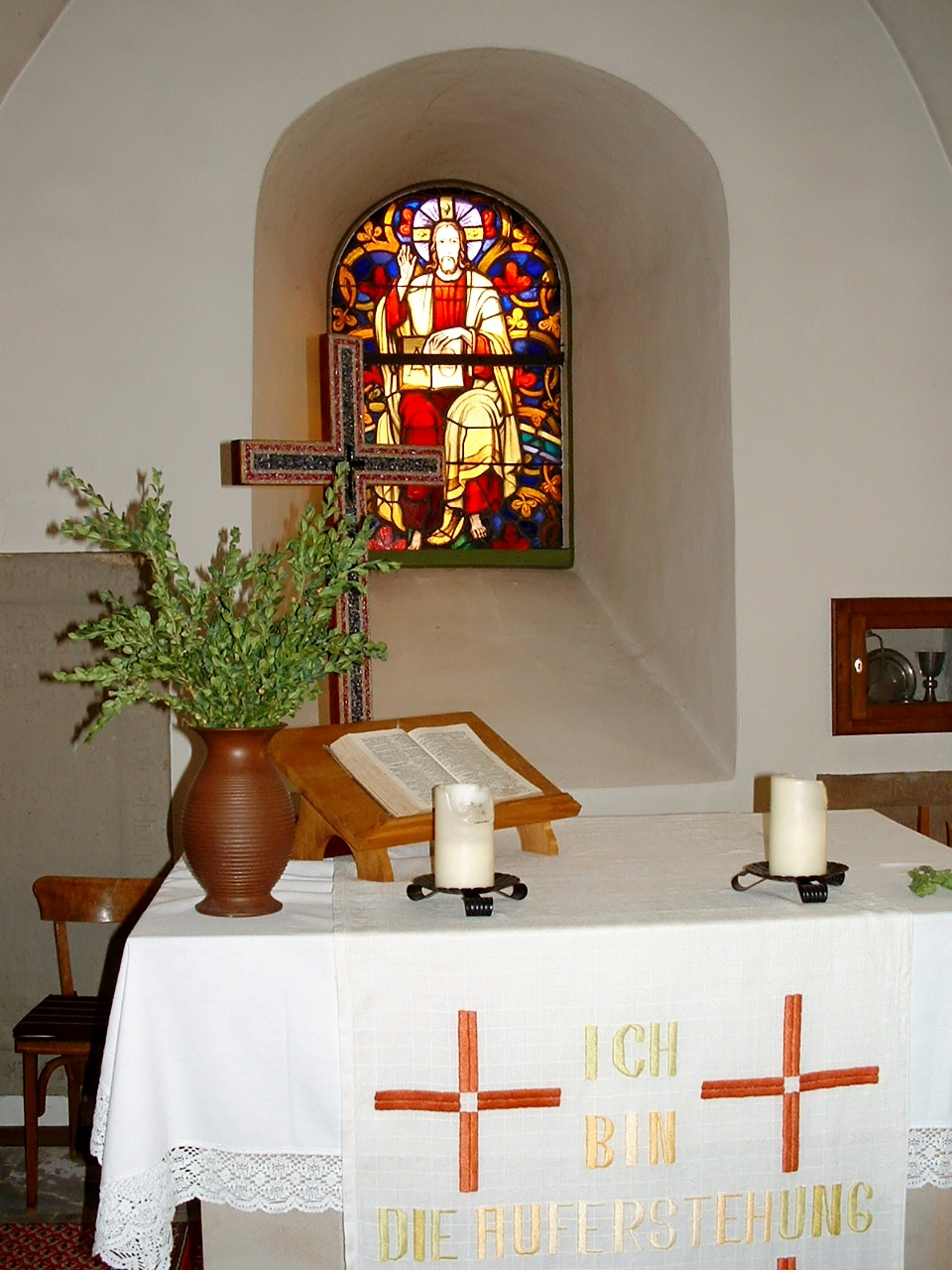
Altar

Die Saalkirche ist ein Bruchsteinbau mit nach Osten gerichtetem Chor. Zwischen Chor und Langhaus befindet sich ein spitzbogiger Triumphbogen. Beide haben zusammen eine Länge von 15,90 m. Die größte Breite beträgt 7 m, die Höhe beträgt im Schiff 4,40 m und im Chor 4,05 m. Das Schiff wird nach oben mit einer flachen Balkendecke abgeschlossen. Es besitzt an der Südseite eine flachbogige Tür mit einem von zwei Holzsäulen getragenen Schutzdach.
An Ausstattung aus dem 18. Jahrhundert sind eine Kanzel mit Rokokoschnitzerei und überstrichenen Evangelistenbildern, eine dreiflügelige Westempore und Grabsteine des Pfarrers Johann Sebastian Kremer (gest. 1711) und seiner beiden Töchter erhalten. Im Kircheninnenraum befinden sich weiterhin Glasfenster – u. a. ein streng blickender Martin Luther.

## Turm
Der die Glocken tragende Turm ist unter den Chorturmkirchen im Landkreis Birkenfeld der altertümlichste. Er besitzt auf den Längsseiten je zwei auf den Schmalseiten je eine Schallöffnung. Ihn bedeckt ein einfaches Satteldach. Zwei Paar altertümlich rohgearbeitete Gesichter – ein Mann mit Bart und eine Frau mit Stirnband oder Reif sind außen am Turm angebracht.

## Glocken
Der Turm birgt ein Geläute aus drei Glocken. Die älteste Glocke datiert nach einer Wachsfadeninschrift aus der Entstehungszeit des Turmes im 12. Jahrhundert und gehört zu den ältesten erhaltenen Glocken in Rheinland-Pfalz. Die ältere der beiden anderen Glocken ist ein Werk des Meister Daniel und datiert aus dem Jahr 1615, die jüngere Glocke von 1671 ist ein Werk von Mathias Cromel.

## Nutzung
Die Kirchengemeinde Wirschweiler-Allenbach-Sensweiler ist seit 2011 mit der evangelischen Kirchengemeinde Schauren-Kempfeld-Bruchweiler pfarramtlich verbunden. Zusammen sind sechs Kirchen und neun Predigtstellen in den beiden Kirchengemeinden zu bedienen. In Sensweiler wird derzeit (2015) etwa an drei Sonntagen im Monat und an den kirchlichen Festtagen ein Gottesdienst gefeiert.